# Promeneurs dans un parc
Promeneurs dans un parc est un tableau du peintre français Henri Rousseau réalisé entre 1900 et 1910. Cette huile sur toile est un paysage urbain qui représente dans un style naïf une demi-douzaine de promeneurs évoluant autour des pelouses d'un espace vert bordé de bâtiments eux-mêmes dominés par de grands arbres. Partie de la collection Jean Walter et Paul Guillaume, elle est conservée au musée de l'Orangerie, à Paris.